# من و ارل و دختر در حال مرگ
من و ارل و دختر در حال مرگ (انگلیسی: Me and Earl and the Dying Girl) فیلمی در ژانر رمانتیک و کمدی رمانتیک به کارگردانی آلفونسو گومز ریخون است که در سال ۲۰۱۵ منتشر شد.

## داستان
پسری بی دست و پا به نام گرگ گینز در سال آخر دبیرستان است. او در می یابد که دوست دوران کودکی و هم مدرسه‌ای فعلی اش ریچل کاشنر دچار بیماری سرطان خون شده‌است. گرگ با ریچل در مورد کلکسیون بالشش صحبت می‌کند و آن دو قرار می‌گذارند تا بطور مرتب باهم دیدار کنند. پس از مدتی گرگ، ریچل را به دوست صمیمی اش ارل معرفی می‌کند که با همکاری هم فیلم‌های کوتاه کمدی در مورد فیلم‌های مشهور می سازند. علی‌رغم نارضایی گرگ، ارل او را متقاعد می‌کند تا کلکسیون فیلم‌های کوتاه را به او نشان بدهد و ریچل نیز از فیلم‌ها خوشش می‌آید. حال ریچل کم کم بدتر می‌شود و شروع به شیمی درمانی می‌کند و گرگ نیز زمان کمتری به مدرسه می‌رود و بیشتر اوقات خود را به مراقبت از ریچل اختصاص می‌دهد و یکی از هم کلاسی‌های گرگ به نام مدیسون هنگامی که باخبر می‌شود گرگ و ارل روی یک فیلم جدید کار می‌کنند به آن‌ها پیشنهاد می‌دهد یک فیلم دربارهٔ ریچل بسازند. ریچل گرگ را تشویق می‌کند تا برای رفتن به کالج ثبت نام کند. علی‌رغم اینکه گرگ در کالج قبول می‌شود اما تکالیف خود را انجام نمی‌دهد و کم کم مدرسه را رها می‌کند تا بتواند فیلم را تمام کند.
پس از اینکه ریچل متوجه می‌شود شیمی درمانی اثری ندارد و حال او را بدتر می‌کند تصمیم می‌گیرد درمان خود را ادامه ندهد. به همین دلیل گرگ و ریچل باهم جروبحث می‌کنند و گرگ از تصمیم او ناراحت می‌شود و آنجا را ترک می‌کند و بخاطر اینکه نمی‌تواند به او کمک کند بسیار عصبانی می‌شود. در عصبانیت گرگ با ارل نیز جروبحث می‌کند و در خراب شدن رابطه دوستانه اش با ریچل ارل را مقصر می‌داند.
در اواخر سال مدیسیون به گرگ اطلاع می‌دهد که ریچل تسلیم بیماری اش شده و به آسایشگاه رفته‌است. گرگ به آسایشگاه می‌رود و به وسیله یک ویدئو پرژکتور فیلمی را که برای ریچل ساخته روی دیوار مقابل اتاق ریچل به نمایش در می‌آورد. ریچل اشک می‌ریزد و در حال تماشای فیلم به کما فرو می‌رود و چند ساعت بعد می‌میرد.
در مراسم خاکسپاری گرگ و ارل دوباره رابطه دوستی خود را برقرار می‌کنند. گرگ داخل اتاق ریچل می‌رود و کارت پستال را پیدا می‌کند که ریچل برای او نوشته است. روی کارت ریچل توضیح داده نامه‌ای که به کالجی که قبلاً گرگ را قبول کرده بود فرستاده و توضیح داده که گرگ بخاطر او به کالج نرفته‌است. همچنین عکس‌هایی از خودش و ریچل و ارل پیدا می‌کند که نشان می‌دهد ریچل هنوز به یاد گرگ و ارل بوده‌است. گرگ با یکی از کتاب‌ها و بالش ریچل آنحا را ترک می‌کند و بعد از مدتی گرگ داستان خود و ریچل را می‌نویسد و به همراه فیلمی که برای ریچل ساخته به کالج می فرستد.

## بازیگران
- توماس من
- اولیویا کوک
- جان برنثال
- نیک آفرمن